# Vaccinium pallidum
Espèce
Statut de conservation UICN

 LC  : Préoccupation mineure
Classification phylogénétique
Synonymes
- Cyanococcus liparis Small
- Cyanococcus margarettae (Ashe) Small
- Cyanococcus pallidus (Aiton) Small
- Cyanococcus subcordatus Small
- Cyanococcus tallapusae Coville ex Small
- Cyanococcus vacillans] (Kalm ex Torrey) Rydberg
- Vaccinium altomontanum] Ashe
- Vaccinium corymbosum var. pallidum (Aiton) A. Gray
- Vaccinium margarettae Ashe
- Vaccinium vacillans Kalm ex Torrey
- Vaccinium vacillans var. crinitum Fernald
- Vaccinium vacillans var. missouriense Ashe
- Vaccinium viride Ashe

Vaccinium pallidum, appelé communément airelle pâle, est une espèce de plante à fleurs du genre Vaccinium et de la famille des Ericaceae originaire d'Amérique du Nord.

## Description
Vaccinium pallidum est un arbuste à feuilles caduques. Il est d'une taille variable, il atteint généralement une hauteur de 23 à 51 centimètres, mais selon les conditions environnementales, il varie de 8 cm à 1 mètre de hauteur.
L'écorce de l'arbuste est brun verdâtre à rouge, et les rameaux plus petits peuvent être verts, rougeâtres, jaunâtres ou gris. Les feuilles disposées en alternance sont également variables. Elles sont généralement grossièrement ovales et mesurent de 2 à 6 cm de long. De couleur verte à jaunâtre ou bleuâtre, elles virent au rouge à l'automne. Les fleurs sont cylindriques, en forme de cloche ou d’urne et portent des grappes allant jusqu’à 11 fleurs. Elles sont blanches à rosâtres ou verdâtres et mesurent environ un demi-centimètre à un centimètre de long.
Le fruit est une baie de 1,2 cm de long. Il est bleu cireux à noir brillant, ou rarement blanc pur. Il contient plusieurs graines, dont certaines ne sont généralement pas viables.
La plante se reproduit sexuellement par graines et végétativement en poussant du rhizome pour former des colonies de clones. Les fleurs sont pollinisées par des abeilles telles que les bourdons et Andrena carlini.

## Répartition
On trouve Vaccinium pallidum au centre du Canada (Ontario) au centre et à l'est des États-Unis (du Maine au Wisconsin et de la Georgia à la Louisiane) plus les monts Ozarks dans le Missouri, l'Arkansas, le sud-est du Kansas et l'est de l'Oklahoma.
Vaccinium pallidum se développe dans de nombreux types d'habitat, notamment les forêts de chênes et de châtaigniers, les marécages dominés par les érables, les pins arides, les savanes de pins et divers types de forêts. Elle pousse dans le sous-bois d'arbres tels que Quercus rubra, Quercus velutina, Quercus alba, Quercus stellata, Quercus montana, Quercus marilandica, Pinus virginiana, Pinus echinata, Pinus rigida, Pinus taeda, Pinus palustris, Pinus banksiana, Tsuga canadensis, Acer rubrum et Prunus serotina.
Vaccinium pallidum est commune sur les sites perturbés tels que les bords de route et les champs abandonnés. Elle pousse également dans les peuplements de chênes centenaires du Piedmont de Caroline du Sud. Elle peut pousser sur des sols secs et rocheux, des sols sablonneux et graveleux et de l'argile lourde. Le climat est généralement humide.

## Écologie
Les fruits sauvages sont la nourriture de nombreux types d'oiseaux et d'autres animaux. Chaque fruit contient environ huit calories.
Les chenilles d’Olethreutes permundana, Caloptilia vacciniella (en), d’Acleris curvalana, de Dichomeris vacciniella (en), de Catocala gracilis (en) ou de Celastrina lucia (en) mangent les feuilles.

## Usage
Pour l'homme, le goût est "doux à fade" et les fruits peuvent être consommés frais, en tartes ou en gelée. Les fruits sont récoltés et vendus commercialement dans certaines régions, comme le nord-est de l'Alabama et le nord-ouest de la Géorgie. La plante est également cultivée comme plante ornementale.